# Tour d’Algérie 2012
Die 19. Tour d’Algérie (dt.: Algerien-Rundfahrt) fand vom 10. bis zum 14. März 2012 statt. Zwei Tage darauf stand noch der Circuit d’Alger als Abschluss der Rundfahrt auf dem Programm, der aber nicht mehr zur Gesamtwertung zählte. Das Radrennen wurde in fünf Etappen über eine Distanz von 655 Kilometern ausgetragen. Es gehörte zur UCI Africa Tour 2012 und war dort in die Kategorie 2.2 eingestuft. Damit erhielten die ersten acht Fahrer der Gesamtwertung und die ersten drei jeder Etappe sowie der Träger des Gelben Trikots des Gesamtführenden nach jeder Etappe Punkte für die Africa-Rangliste.
Gesamtsieger des Etappenrennens wurde der Eritreer Natnael Berhane (Nationalmannschaft Eritrea), der damit auch die Führung in der Einzelwertung der UCI Africa Tour eroberte. Er siegte mit 24 Sekunden Vorsprung auf den Zweitplatzierten Adil Jelloul aus Marokko und den Spanier Joaquín Sobrino vom Team SP Tableware, der die Punktewertung für sich entschied.

## Teilnehmer
Am Start standen unter anderem Nationalmannschaften aus Marokko, der Türkei, Tunesien, Libyen oder Eritrea sowie die algerischen Continental Teams Groupement Sportif Pétrolier Algérie, Geofco-Ville d’Alger, Olympique Team Algérie und Vélo Club Sovac Algérie. Aus Europa nahmen unter anderem das lettische Team Rietumu-Delfin, die dänische Mannschaft Concordia Forsikring-Himmerland und SP Tableware aus Griechenland am Rennen teil. Aus Deutschland kam das Team Profiline, durch das sieben Deutsche im Starterfeld vertreten waren.
| Continental Teams Groupement Sportif Pétrolier Algérie Geofco-Ville d’Alger Rietumu-Delfin | Olympique Team Team Concordia Forsikring-Himmerland VC Sovac Algérie SP Tableware | Vereinsmannschaften Didelot Sport Parisis Athlétic Club Team Profiline Uzbekistan Suren Team | Refero Cycling Team Team Wilton Equipe Rhône-Alpes Team Greens | Nationalmannschaften Marokko Eritrea Türkei Tunesien Libyen |

## Etappen
| Etappe | Tag      | Start–Ziel            | km  | Typ                 | Etappensieger            | Gesamtführender |
| ------ | -------- | --------------------- | --- | ------------------- | ------------------------ | --------------- |
| 1.     | 10. März | Alger – Ain Defla     | 156 | Hügeletappe         | Lars Andersson           | Lars Andersson  |
| 2.     | 11. März | Chlef – Mostaganem    | 147 | Mittelgebirgsetappe | Joaquín Sobrino          | Lars Andersson  |
| 3.     | 12. März | Oran – Sidi Bel Abass | 167 | Hügeletappe         | Natnael Berhane          | Joaquín Sobrino |
| 4.     | 13. März | Oran – Santa Cruz     | 138 | Mittelgebirgsetappe | Issak Tesfom Okubamariam | Natnael Berhane |
| 5.     | 14. März | Oran – Oran           | 140 | Flachetappe         | Azzedine Lagab           | Natnael Berhane |